# الحزب الإسلامي الاشتراكي
الحزب الإسلامي الاشتراكي هو حزب سياسي سوداني تأسس عام 1949.

## التاريخ
تأسس الحزب في مارس 1949 تحت اسم حركة التحرير الإسلامي على يد بابكر كرار طالب القانون بجامعة الخرطوم. انتشر الحزب بين طلاب جامعة الخرطوم والثانوية. كانت حركة إسلامية إنعاشية ذات نزعة محلية وقومية.
في عام 1951، فاز مرشحو الحركة في انتخابات رئاسة اتحاد طلاب جامعة الخرطوم، وكذلك اتحادات الطلاب في بعض المدارس الثانوية.
بعد اتفاق 1953 بين الأحزاب السياسية السودانية لتقرير المصير في القاهرة،  تم تغيير اسم الجبهة إلى الجماعة الإسلامية. نشرت المنظمة الجديدة دستورها وبيانها الذي يشرح المبادئ الرئيسية لحركة التحرير الإسلامية السابقة، والتي كانت مناهضة للإمبريالية والرأسمالية واشتراكية. البيان بعنوان «الجماعة الإسلامية الدعوة والمنهاج». وجهت الحركة جهودها نحو نقابات العمال والفلاحين والطلاب والمثقفين في السودان.
في عام 1956، بعد الغزو الثلاثي لمصر من قبل بريطانيا وفرنسا وإسرائيل، والذي أدى إلى دعم عربي واسع للرئيس المصري جمال عبد الناصر، طورت المجموعة التركيز على العروبة والتحرير تحت اسم الحزب الإسلامي الاشتراكي.